# Tezozómoc park
A Tezozómoc park (spanyolul: Parque Tezozómoc) Mexikóváros északnyugati részének legjelentősebb parkja. Nevét Tezozómocról, a 15. századi azcapotzalcói uralkodóról kapta.

## Története
A park kiépítése 1982-ben kezdődött Mario Schjetnan mexikói építész tervei alapján, aki a tervezés során figyelembe vette a terület spanyol hódítás előtti felszín- és vízrajzát is: a Texcocói-tó kicsinyített másához hasonló tavat hozott létre, körülötte pedig a valódi hegyek elhelyezkedésének megfelelően kis földdombokat alakított ki. Az ezekhez szükséges földet a közeli 6-os metróvonal építésekor termelték ki. Néhány régi települést jelképező helyre emlékoszlopokat is állítottak, amelyek feliratában röviden leírják az adott település történetét és régi szokásait.

## Képek

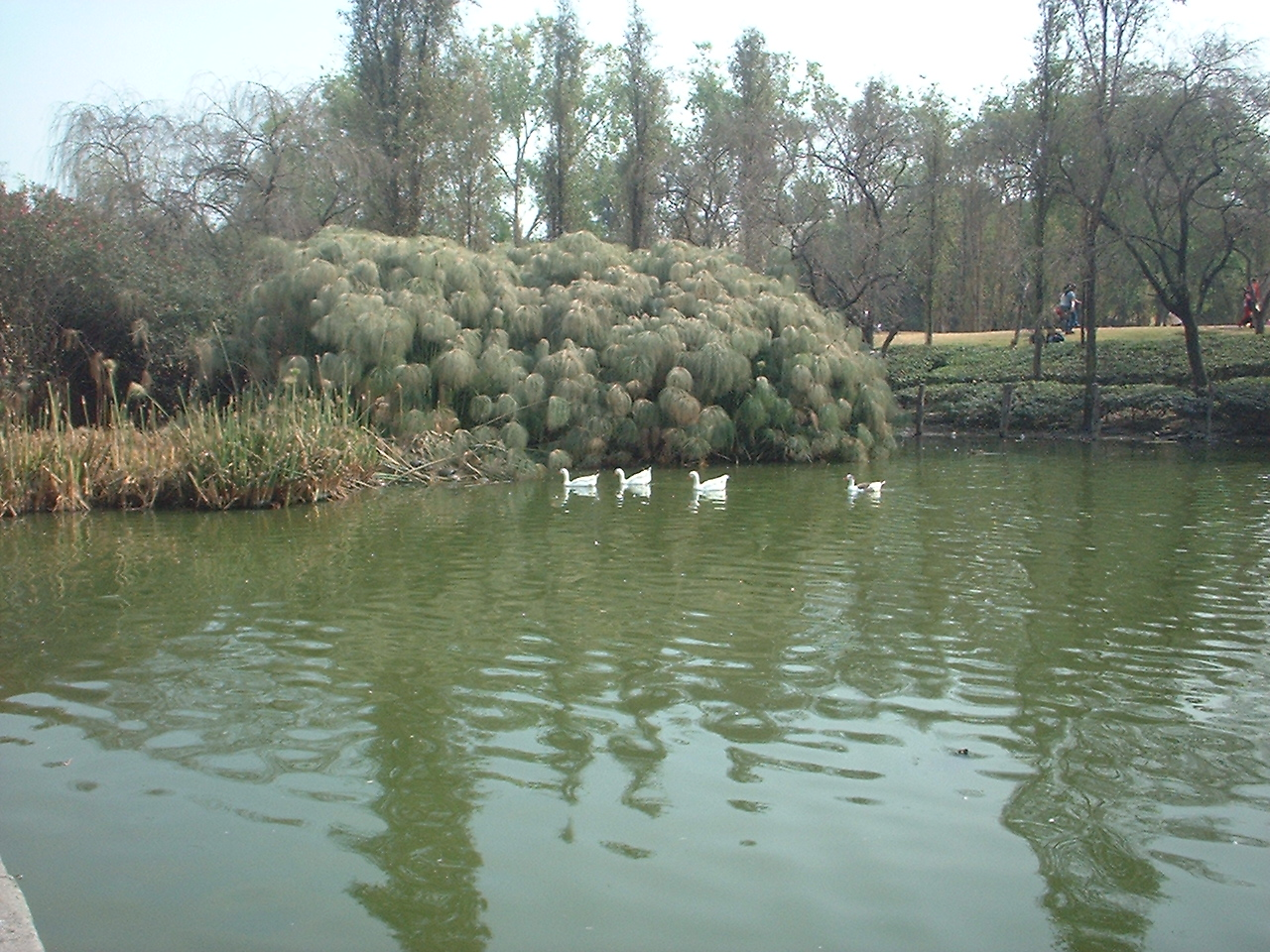
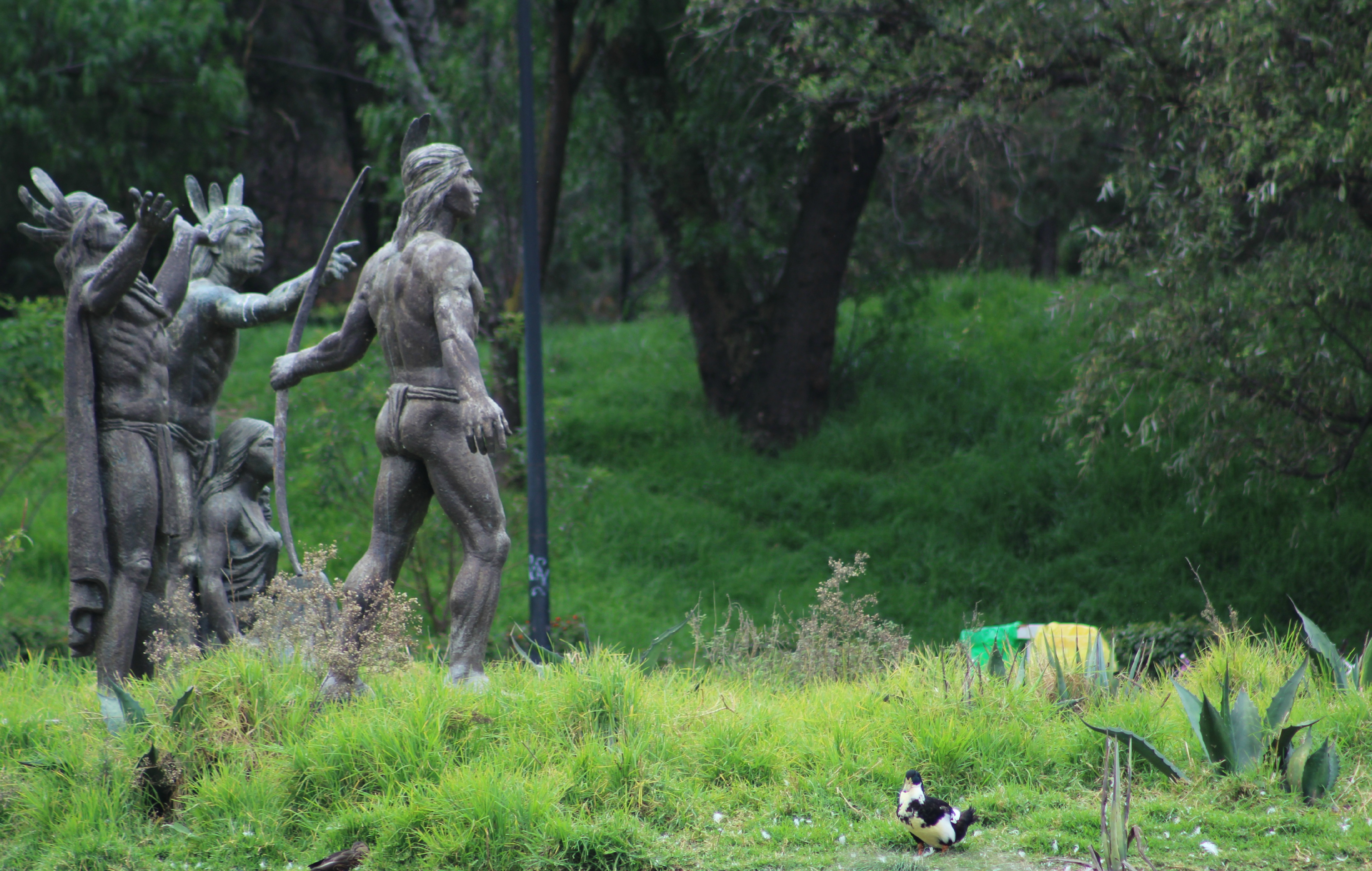
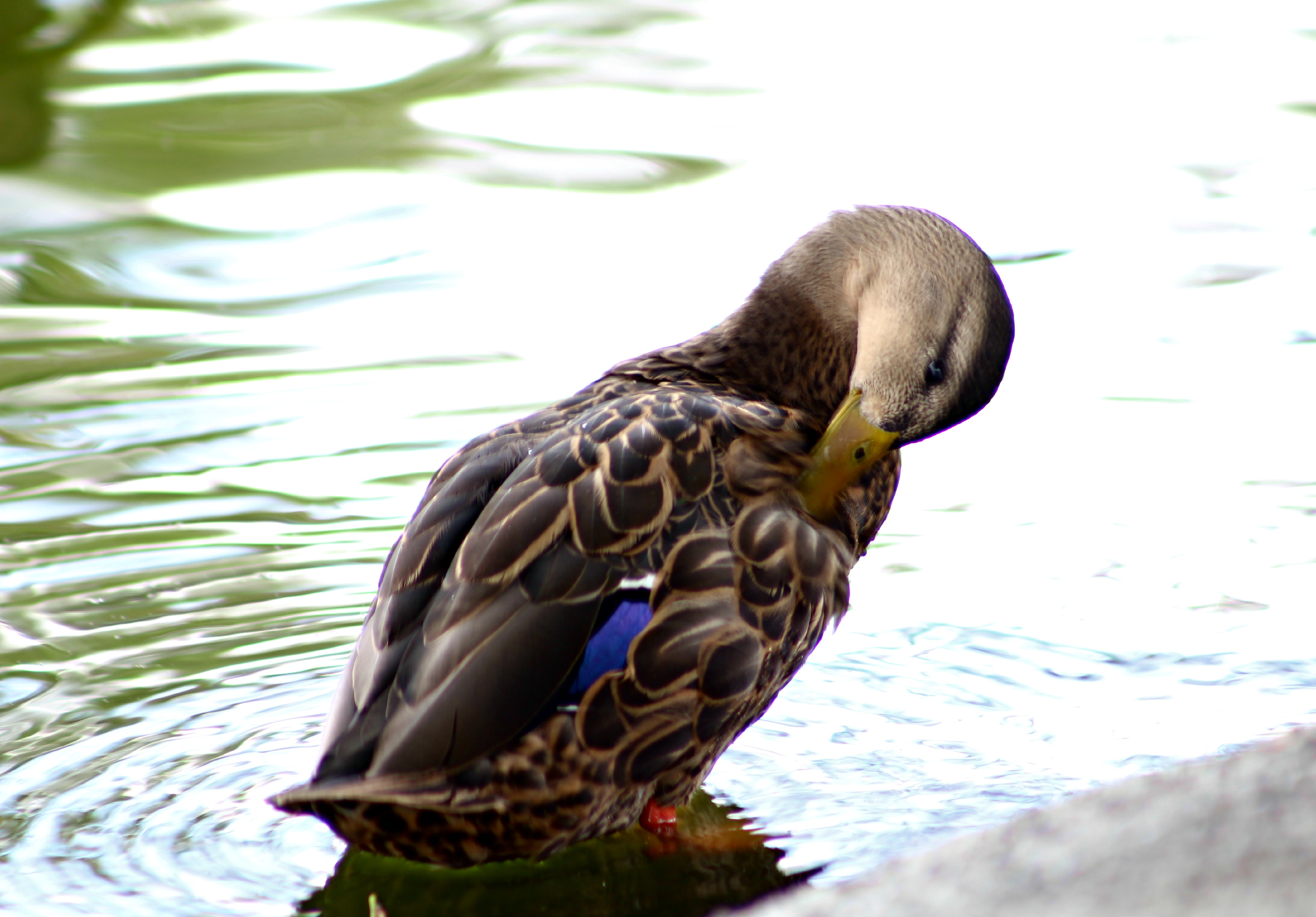
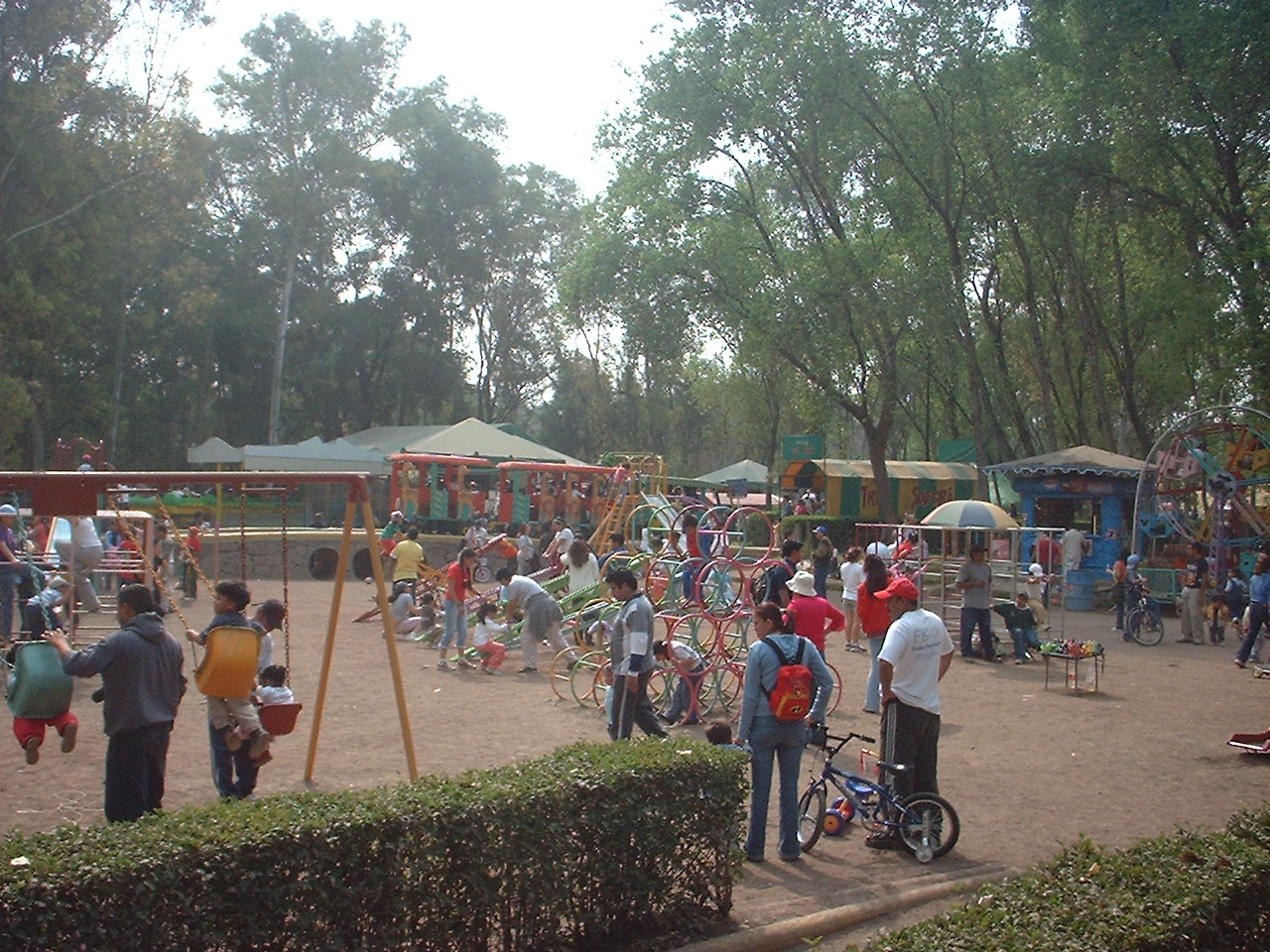

## Leírás
A Tezozómoc park Mexikóváros Azcapotzalco kerületében található a tenger szintje felett körülbelül 2260 méter magasan, a legközelebbi metróállomás az El Rosario. A közel téglalap, valójában trapéz alakú, teljesen körbekerített park területe mintegy 28 hektár. Nagyrészt lakóterületek veszik körül, három bejárati kapuja van. A nagyjából a közepén elhelyezkedő tavat alacsony beépítettségű zöldterületek veszik körül. Az őrzött, de ingyenesen látogatható parkban található röplabda-, kosárlabda-, tenisz-, torna- és korcsolyapálya, játszótér a gyerekeknek, kerékpárút, szabadtéri színpad, futópálya, sétányok és mosdók is. A tóban található kis szigeten egy bronz szoborcsoport állít emléket Tenocstitlan alapításának.